# 昭和学院中学校・高等学校
昭和学院中学校・高等学校（しょうわがくいんちゅうがっこう・こうとうがっこう）は、千葉県市川市東菅野二丁目にある私立中学校・高等学校。学校法人昭和学院が設置して運営する。

## 概要
中学校在学生は全員が卒業試験を経て高校へ内部進学するが、若干の外部高校受験者が散見される。現在の理事長は山本徹が務める。

## 設置学科・コース
- 高校は全日制普通科で、中学と高校でコース制を実施する。
- 中1・中2
  - アドバンストアカデミーコース　AA (Ad)
  - インターナショナルアカデミー　IA
  - サイエンスアカデミー SA - 2023年度募集開始
  - ジェネラルアカデミーコース GA
- 中3・高1 -
  - インターナショナルアカデミーコース IA
  - アドバンストアカデミーコース AA (Ad)
  - トップグレードアカデミーコース TA
  - サイエンスアカデミー SA - 2023年度募集開始、2026年度若干名募集
  - アスリートアカデミーコース   AA (Ath) - 2023年募集停止
  - ジェネラルアカデミー GA
- 在学生は全員がGTEC、英検、漢検、数検の受験を指導される。

## 沿革
- 1940年1月23日 - 昭和女子商業学校として開校。
- 1946年3月30日 - 専門学校令により昭和女子専門学校（修業年限3年経済科、被服科）設置認可、同年4月1日開校（学生の改正により昭和26年3月31日廃止）。
- 1947年5月17日 - 学制改革により昭和学院中学校設置認可、同日開校。
- 1948年3月31日 - 昭和学院高等学校設置認可、同年4月1日開校。
- 1949年3月 - 現在の校歌誕生
- 1951年2月21日 - 学校法人昭和学院設立認可。
- 1955年 - 応援歌誕生
- 1959年 - 大講堂・競泳プール完成
- 1963年 - 高等学校本館完成
- 1965年 - 八ヶ岳山荘完成（現在はない）
- 1965年 - 明譲像除幕（モデルは多賀谷靖子）
- 1966年 - 宮久保総合グラウンド完成
- 1967年 - 第一体育館・家庭科館完成
- 1973年 - 宮久保総合グラウンド拡張
- 1974年 - 第二体育館・理科館完成
- 1978年 - 本校生初のライトブルー少年賞受賞
- 1979年 -  全国高校選抜バスケットボール大会初優勝、 中学1年生林純子50m平泳日本新記録、日本代表としてオーストラリア遠征
- 1981年 - 独立図書館・大町総合グラウンド完成
- 1981年 - 第1回海外教育研修（ホームステイ）実施
- 1982年 - 全国高等学校バスケットボール選抜優勝大会初優勝・ ソフトテニス（伊藤・熱田組）初優勝
- 1987年 - 第35回全国私学教育研究集会千葉大会視聴覚・図書館部会本校で開催
- 1987年 - 全国高等学校ハンドボール選抜大会初優勝・全国高等学校バスケットボール選手権大会優勝（6度目）
- 1990年4月29日 - 伊藤一郎 勲三等瑞宝章受章
- 1990年1月23日 - 昭和学院創立50周年を迎える。
- 1994年11月3日 - 創立者 伊藤友作 市制60周年にあたり市川市名誉市民章受章 ・ 川﨑由紀子 NHK杯世界フィギュアスケートペア第3位
- 1995年 - インターハイでフィギュアスケート団体初優勝
- 1996年 - 山木里恵 女子サッカー日本代表選手としてアトランタオリンピックに出場
- 1998年 - 瀧ヶ崎和子 「茶柱の研究」で日本学生科学賞受賞・日本学生代表として渡米
- 2003年4月1日 - 男女共学化開始。
- 2007年 - 昭和学院全体の「新キャンパス計画」に着手する
- 2010年 -  新キャンパス計画のもと、幼・小・中・高校新校舎完成 ・ 創立70周年記念式典を挙行
- 2016年 - 大井俊博、校長に就任。
- 2020年1月23日 - 昭和学院創立80周年を迎え、新制服になる。また新コース制としてIAやAA、TA、GAができる。
- 2023年 - SA新設。Ath募集停止
- 2024年 - 山本良和、校長に就任。

## 施設・設備
本校舎（教室や特別教室）、メインアリーナ、第二アリーナ（体操競技場）、第三アリーナ、グラウンドなど体育施設や、Yショップ、購買部「アオイ」などがある。本校舎にプラネタリウムがある。
本校舎周辺に登録有形文化財の創立記念館、伊藤記念ホール、昭和学院短期大学、昭和学院小学校などがある。
大町総合グラウンド - テニスコート、野球場（市川市大町）
サッカーグラウンド（市川市奉免町）
宮久保コート - テニスコート
教学館 - 女子寮

## 部活動
高校女子バスケットボール部は、全国高等学校総合体育大会バスケットボール競技大会で1回、ウィンターカップで5回優勝し、ウィンターカップは53回中44回出場で女子最多である。中学女子バスケットボール部は、全国中学校バスケットボール大会で1999年に準優勝、2008年に優勝した。インターハイで、新体操部は過去に複数回優勝、近年は高校女子ハンドボール部が入賞、高校男子ハンドボール部と自転車競技同好会が出場している。

### 部活動一覧

#### 中学校（＊は高校との共同の部活動）
- ソフトテニス部
- 女子バスケットボール部
- 男子バスケットボール部
- 新体操部＊
- 男女ハンドボール部
- 野球部（軟式）
- サッカー部（2019年創部）
- バドミントン部＊
- バレーボール部＊
- 陸上部＊
- 卓球部＊
- 水泳部＊
- 体操競技部＊
- 剣道部（中学は同好会扱い）＊
- 空手部（中学は同好会扱い）＊
- 美術部＊
- 演劇部＊
- 吹奏楽部＊
- 弦楽部＊
- 音楽部＊
- 自然科学部＊
- 書道研究部＊
- 放送部＊
- 地域研究部＊
- パソコン部＊
- ボランティア活動部＊
- 家庭科研究部＊
- バトン部＊
- ダンス部＊
- 児童文化部＊
- ESS部＊
- 茶道部＊
- 華道部＊
- イベント企画部＊
- 数学研究同好会
- 園芸同好会＊
- アートクリエイター同好会＊
- 囲碁・将棋・競技かるた同好会＊
- 文芸同好会＊

#### 高校
- 女子バスケットボール部
- 男子バスケットボール部
- 女子ソフトテニス部
- 男子ソフトテニス部
- 硬式テニス部
- 女子ハンドボール部
- 男子ハンドボール部
- 硬式野球部
- サッカー部
- 軽音楽部
- 自転車競技同好会
- クライミング部

## アクセス
- JR総武線・都営地下鉄新宿線「本八幡駅」下車。徒歩約15分又はバス5分。
- 京成電鉄京成本線「京成八幡駅」下車。徒歩約15分またはバス5分。
- JR武蔵野線「市川大野駅」下車。バス約10分。
- 北総鉄道北総線「東松戸駅」下車。バス約15分。

## 著名な卒業生

### スポーツ
- 伊藤奈月（女子バスケットボール）
- 高橋香澄（女子バスケットボール）
- 田中利佳（女子バスケットボール）
- 寺田弥生子（女子バスケットボール）
- 村山翠（女子バスケットボール）
- 元山夏菜（女子バスケットボール）
- 須田都古（女子バスケットボール）
- 赤穂さくら（女子バスケットボール）
- 赤穂ひまわり（女子バスケットボール）
- 渡部友里奈（女子バスケットボール）
- 山本由真（女子バスケットボール）
- 笠置晴菜（女子バスケットボール）
- 西澤瑠乃（女子バスケットボール）
- 山本美空（女子バスケットボール）
- 星杏璃（女子バスケットボール）
- 三田七南（女子バスケットボール）
- 山下詩織（女子バスケットボール）
- 花島百香（女子バスケットボール）
- 田嶋優希奈（女子バスケットボール）
- 山下笑伶奈（女子バスケットボール選手）
- 北詰明未（男子ハンドボール・日本代表・トヨタ車体ブレイブキングス所属）
- 飯塚美沙希（女子ハンドボール）
- 山木里恵（女子サッカー・日本代表）
- 横田葵子（新体操/フェアリージャパン）
- 寺門弦輝（競泳/パリ五輪代表）

### 芸能
- 巴菁子（声優）
- 永田杏子（タレント）
- 押切もえ（昭和学院中卒業後、高等学校中退。ファッションモデル）
- 松本友里（中退、女優）
- 荻野目慶子（女優）
- 田野聖子（女優）
- 中村晃子（女優）
- 荒井千津子（女優、歌手）
- 榊ゆりこ（ファッションモデル・フローリスト）
- 遠藤賀子（グラビアアイドル）
- 鈴川絢子（お笑いタレント）[4]

## 対外関係

### 大学
- 情報経営イノベーション専門職大学 - 高大連携協定を締結[5]
- 順天堂大学 - 高大連携協定を締結[6]

### 系列校
- 昭和学院短期大学
- 昭和学院秀英中学校・高等学校
- 昭和学院小学校
- 昭和学院幼稚園